# RDS Arena
RDS Arena – stadion w Dublinie w Irlandii. Został otwarty w 1868 roku, a w 2007 roku przeszedł gruntowną renowację. Obiekt powstał z myślą o organizowaniu wydarzeń jeździeckich, w tym dorocznego Dublin Horse Show. 

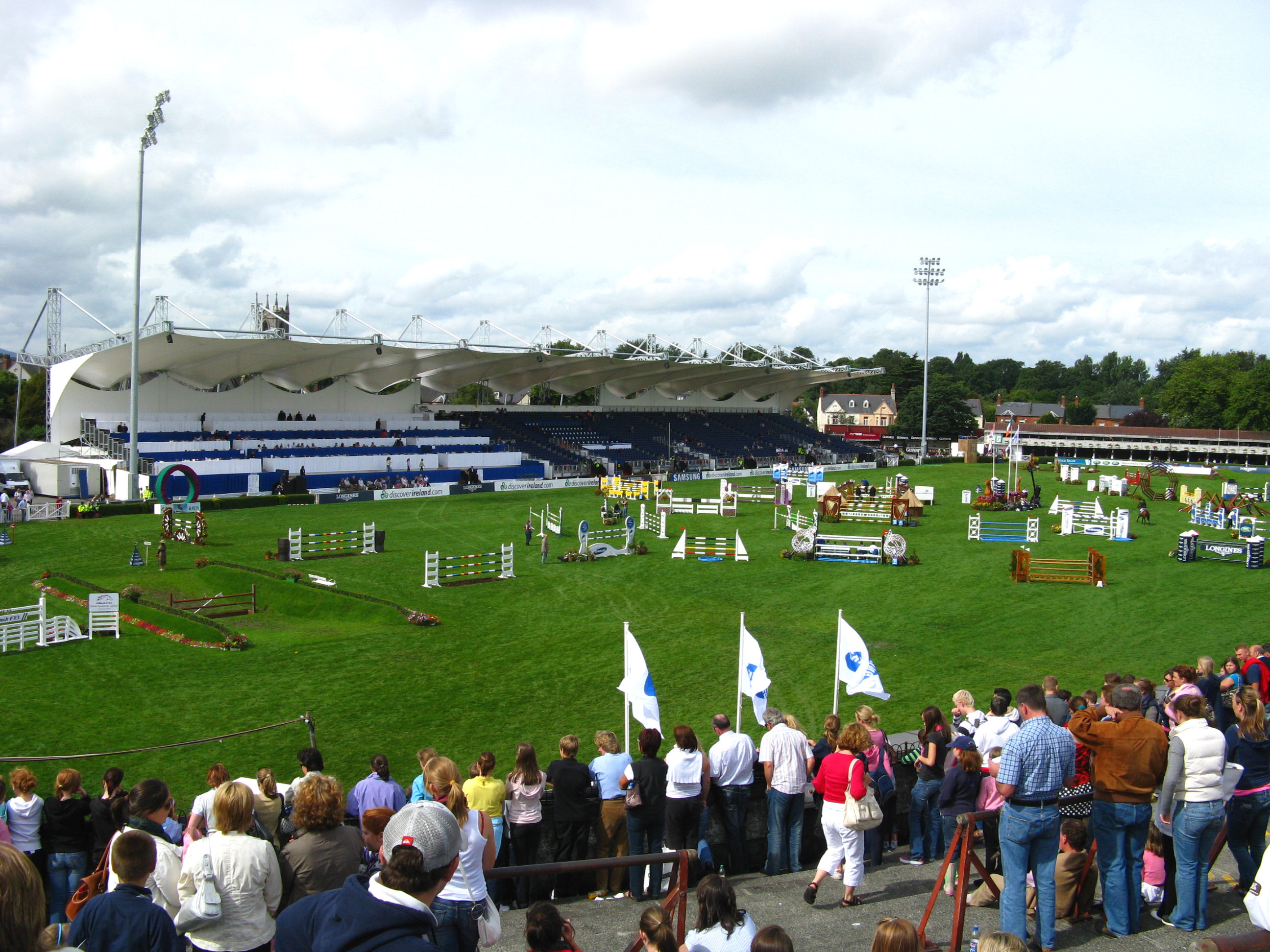
RDS Arena podczas Dublin Horse Show 2008.

W 1879 roku stadion został zakupiony przez Royal Dublin Society (RDS).
Na stadionie odbywają się przede wszystkim mecze piłki nożnej, rugby oraz koncerty. W latach 1990–1996 był domowym obiektem drużyny Shamrock Rovers. W 2007 i 2008 roku na RDS odbył się FAI Cup.
RDS jest domowym stadionem drużyny rugby Leinster Rugby. W sezonie 2007/2008 stał się jej oficjalnym obiektem, gdyż zarządcy drużyny podpisali umowę wynajmu na dwadzieścia lat. 
W 2007 roku stadion przeszedł gruntowną renowację; zainstalowano m.in. nowe oświetlenie oraz nową nawierzchnię. Poza tym zwiększono liczbę miejsc z 15 000 do 18 500.